# Schaaktoernooien in de eerste helft van 2005
Dit is een overzicht van schaaktoernooien in de eerste helft van 2005.

## Januari
| Toernooi                           | Plaats    | Periode                        | Winnaar                                                                           | Informatie |
| ---------------------------------- | --------- | ------------------------------ | --------------------------------------------------------------------------------- | --- |
| Eksakt Kersttoernooi (32e)         | Tilburg   | 2 januari 2005                 | Maurice Peek                                                                      | Gewonnen met 6 punten uit 7 ronden                                                                                    |
| Jerry Bey Rapidschaaktoernooi (6e) | Leiden    | 9 januari 2005                 | John van der Wiel                                                                 | Gewonnen met 6.5 punten uit 7 ronden                                                                                  |
| Open Praag                         | Praag     | 14 t/m 21 januari 2005         | Eduard Meduna                                                                     | Karel van der Weide werd met 7 punten tweede en de Rus Andrej Orlov eindigde op de derde plaats met eveneens 7 punten |
| Gibtelecom Masters                 | Gibraltar | 25 januari t/m 3 februari 2005 | Kiril Georgiev, Aleksej Sjirov, Emil Sutovsky, Levon Aronian en Zachar Jefimjenko | Ieder met 7.5 punten uit 10 rondes. Er waren 120 deelnemers .                                                         |

## Februari
| Toernooi                                       | Plaats    | Periode               | Winnaar                                      | Informatie                                                                                              |
| ---------------------------------------------- | --------- | --------------------- | -------------------------------------------- | --- |
| Open Nederlands Kampioenschap Snelschaken(10e) | Dordrecht | 5 februari 2005       | Vladimir Baklan                              | |
| Daniël Noteboom-toernooi (65e)                 | Leiden    | 4 t/m 6 februari 2005 | Oleg Kornejev                                | 5.5 uit 6 gewonnen. Vadym Malachatko werd tweede en de Nederlander Lucien van Beek derde.               |
| Open Apeldoorns Jeugdkampioenschap             | Apeldoorn | 9-11 februari 2005    | Stefan Kuipers                               | |
| Aeroflot Open                                  | Moskou    | 14-24 februari 2005   | Emil Sutovsky                                | Tweede werd Andrei Charlov, derde Vasyl Ivantsjoek. Loek van Wely was met 5.5 punt de beste Nederlander |
| Stauntontoernooi                               | Groningen | 18-20 februari 2005   | Yge Visser                                   | Gewonnen met 6 uit 6. Het thema van het toernooi was het Marshallgambiet.                               |
| WK Dartschaak (1e)                             | Amsterdam | 28 februari 2005      | Aleksandra Kostenjoek en darter Andy Fordham | |

## Maart
| Toernooi                                | Plaats              | Periode                       | Winnaar             | Informatie |
| --------------------------------------- | ------------------- | ----------------------------- | ------------------- | --- |
| Tienkamp in Waischenfeld                | Waischenfeld        | 4 t/m 11 februari 2005        | Peter Wells         | Gewonnen met 6.5 punt. Dimitri Reinderman eindigde met 5 punten op de vierde plaats. Dit trainings toernooi is een voorbereiding voor de Jeugdolympiade die in 2008 in Dresden zal plaatsvinden. |
| Snelschaaktoernooi in Solingen          | Solingen            | 11 februari 2005              | Predrag Nikolić     | Gewonnen met 12 punten uit 15 rondes . Daniël Stellwagen, Jan Smeets en Sipke Ernst werden respectievelijk vierde, vijfde en zesde.                                                              |
| Ciudad de Linares                       | Linares             | 23 februari t/m 10 maart 2005 | Garri Kasparov      | Gewonnen werd met 8 uit 12 conform het reglement. Veselin Topalov werd tweede eveneens met 8 punten maar Kasparov won meer partijen met zwart.                                                   |
| NK Snelschaak                           | Alphen aan den Rijn | 12 maart 2005                 | Linda Jap Tjoen San | Gewonnen werd met 7 punten uit 9 ronden. Mariska de Mie werd tweede. |
| Windesheim Weekend (14e)                | Zwolle              | maart 2005                    | Erik van den Doel   | Gewonnen werd met 5.5 punt uit 6 ronden. Vladimir Jepisjin werd tweede. Er waren meer dan 160 deelnemers.                                                                                        |
| Ad Bestmantoernooi                      | Nunspeet            | 14 t/m 18 maart 2005          | Duitsland           | Zeslandenkamp voor visueel gehandicapten. Het Nederlandse team werd gevormd door Jan Boer, Peter Couwenberg, Ronnie Snoek, Theo Verboom en Levent Ullebas en eindigde als 4e.                    |
| Dos Hermanas                            | Sevilla             | 11 t/m 27 maart 2005          | Daniël Fridman      | Na de knock-outfinale eindigde Jan Smeets op de tweede plaats. Er waren 1300 deelnemers. |
| Cogas Energie Tweekamp                  | Almelo              | 25 en 26 maart 2005           | Daniël Fridman      | Erik van den Doel werd tweede. De tweekamp Jan Timman - Daniël Stellwagen eindigde in 2.5 - 1.5.                                                                                                 |
| Kampioenschap van de Europese Unie      | Cork                | 21 maart t/m 3 april 2005     | Zoltán Gyimesi      | Mateusz Bartel werd tweede met 8.5 punt. Er waren 115 deelnemers en een twaalftal grootmeesters.                                                                                                 |
| Amstelveen Open Snelschaakkampioenschap | Amstelveen          | 25 maart 2005                 | Manuel Bosboom      | Gewonnen met 5 uit 7. Matthew Tan, Martijn Dambacher en Tex de Wit behaalden eveneens 5 punten, maar de play-offs bepaalden de winnaar.                                                          |

## April
| Toernooi                               | Plaats        | Periode                 | Winnaar | Informatie |
| -------------------------------------- | ------------- | ----------------------- | --- | --- |
| Dubai Open Schaakkampioenschap         | Dubai         | 4 t/m 12 april 2005     | Wang Hao | Gewonnen met 7 uit 9. De tweede plaats werd door 10 spelers gedeeld, met ieder 6.5 punt. Er waren 150 deelnemers en Tea Bosboom-Lanchava eindigde als nummer 98 |
| Open Kennemer                          | Overveen      | 19 april 2005           | Bert van Brussel | Dit was een toernooi van schakers met een FIDE-rating van minder dan 2000. |
| Sigeman Schaaktoernooi                 | Malmö         | 15-19 april 2005        | Jan Timman en Krishnan Sasikiran                                                                                               | Gewonnen met 6.5 uit 9. Op de derde plaats eindigde Hikaru Nakamura met 6 uit 9 en De Deen Curt Hansen werd met 5.5 punt vierde. |
| Gausdal Classics                       | Noorwegen     | 13 t/m 21 april 2005    | Sergej Tiviakov (A-groep), Ralf Åkesson (B-groep), Aloyzas Kveinys (A-groep meesters), Krzysztof Jakubowski (B-groep meesters) | Het toernooi bestond uit 4 groepen. Op de tweede plaats in de A-groep eindigde de Est Kaido Külaots met 7 uit 10 en de derde plaats was voor de Rus Oleg Kornejev met 6 uit 10. De tweede plaats in de B-groep was voor de Brit David Howell met 6 uit 10 terwijl Andrew Greet met 5 uit 10 op de derde plaats eindigde. |
| BDO Open Groninger Schaakkampioenschap | Groningen     | 22 t/m 24 april 2005    | Bonno Pel | Gewonnen met 5 uit 6. Er waren honderd deelnemers verdeeld over twee groepen. |
| Betuwe Rapidschaaktoernooi             | Culemborg     | 23 april 2005           | Bruno Carlier | Gewonnen met 7.5 punt uit 9 wedstrijden. Op de tweede plaats eindigde Xander Wemmers met 6.5 uit 9 terwijl Harmen Jonkman met 6 uit 9 derde werd. |
| Liechtensteiner Schachopen (23e)       | Liechtenstein | 29 april t/m 7 mei 2005 | Martin Senff | Gewonnen met 7.5 punt uit 9 ronden. De Hongaar József Horváth en de Duitser Leonid Kritz werden met 7 punten gedeeld tweede. Er waren 92 deelnemers. Karel van der Weide was met 6.5 punt de beste Nederlander. |
| Leidse Open Rapidschaak                | Voorschoten   | 29 april t/m 7 mei 2005 | Edwin van Haastert | Gewonnen met 6.5 uit 7. Toernooi van de Leidse Schaakbond . |
| Deloitte-vierkamp                      | Schagen       | eind april 2005         | Daniël Stellwagen, Erwin l'Ami, Magnus Carlsen en Jan Smeets                                                                   | Deloitte-vierkamp is een dubbelrondig rapidschaaktoernooi. Jan werd met 4.5 punt de winnaar; de overige spelers behaalden ieder 2.5 punt. |
| NK Jeugd                               |               | 29 april t/m 7 mei      | Joost Michielsen | Gewonnen met 7 uit 9. Zes spelers eindigden met 6 uit 9, te weten: Jasper Broekmeulen, Floris van Assendelft, Dennis Ruijgrok, Kevin Tan en Hilke van den Berg. Bij de meisjes deelden Marlies Bensdorp en Laura Bensdorp met 7.5 uit 9 de eerste plaats, maar Laura trok zich terug zodat Marlies kampioen werd.        |

## Mei
| Toernooi                                        | Plaats      | Periode                 | Winnaar                             | Informatie |
| ----------------------------------------------- | ----------- | ----------------------- | ----------------------------------- | --- |
| Abierto Huila 100 jaar                          | Colombia    | 4 t/m 17 mei 2005       | Sergej Tiviakov                     | Gewonnen met 8 punten uit 9 ronden. Op de tweede plaats eindigde Oleg Kornejev met 7 punten en Vladimir Dobrov eindigde met 6.5 punt op de derde plaats. Harmen Jonkman werd dertiende met 4.5 punt                                                     |
| Bevrijdingstoernooi (73e)                       | Wageningen  | 5 mei 2005              | Vladimir Jepisjin                   | Gewonnen met 6 uit 7. Vincent Rothuis en de Joegolsaaf Petar Popovic deelden de tweede plaats. Er waren 145 deelnemers. |
| Capablanca Memorial                             | Havana      | 5 t/m 19 mei 2005       | Vasyl Ivantsjoek                    | Gewonnen met et 9.5 punt uit 12 ronden. Op de tweede plaats eindigde Lazaro Bruzon met 7 punten terwijl Neuris Delgado met 6 punten derde werd. Link naar de partijen                                                                                   |
| Complete Chess Match                            | Maastricht  | 10 t/m 13 mei 2005      | Daniël Stellwagen                   | Toernooi tussen Loek van Wely en Daniël Stellwagen. Daniël won twee partijen en speelde tweemaal remise en was dus de winnaar van de match. Beide spelers mochten een computer met ChessBase software gebruiken.                                        |
| Cirrus Kroeglopertoernooi (2e)                  | Delft       | 15 mei 2005             | Jan Werle en Thomas Willemze        | Gewonnen met 14 punten uit 7 ronden. Op de tweede plaats eindigde het span Edwin van Haastert en Sven Bakker. |
| Global Chess Challenge                          | Minneapolis | 18 t/m 22 mei 2005      | Zviad Izoria                        | Gewonnen met 7.5 punt uit 9 ronden. Er eindigden negen spelers met 7 punten, t.w. Ilya Smirin, Gata Kamsky, Daniël Fridman, Leonid Yudasin, Artur Joesoepov, Ildar Ibragimov, Jevgeni Najer, Jaan Ehlvest, Pendyala Harikrishna en Oleksandr Beljavsky. |
| Internationale Grootmeester Supertoernooi (35e) | Sarajevo    | 18 t/m 28 mei 2005      | Viktor Bologan en Ivan Sokolov      | Gewonnen met 6.5 punt uit 9 ronden. Artjom Timofejev eindigde met 5.5 punt op de derde plaats. Link naar de partijen |
| Vila de Salou (7e)                              | Salou       | 18 t/m 28 mei 2005      | Sergej Fedortsjoek                  | Gewonnen met 7 punten uit 9 ronden. Atanas Kolev eindigde met 7 punten op de tweede plaats, Vladimir Boermakin werd met 6.5 punt derde. Friso Nijboer stond met 5.5 punt op de 21e plaats. Er waren 80 deelnemers.                                      |
| Solinger Schachwoche                            | Solingen    | 26 t/m 29 mei 2005      | Aleksandar Berelovitsj (A-toernooi) | Gewonnen met 6 punten uit 7 ronden. Dit toernooi bestond uit een aantal toernooien, t.w. een grootmeestertoernooi, een paar snelschaaktoernooien en een A- en een B-toernooi.                                                                           |
| NK Schoolschaken                                | Nijmegen    | 28 mei tot 11 juni 2005 | Stanislascollege, Delft (bovenbouw) | Het Nederlands kampioenschap schoolschaken gespeeld. In de onderbouw won het Stedelijk Gymnasium Leiden. Bij de basisscholen de Annie M.G. Schmidt-school uit Groningen.                                                                                |

## Juni
| Toernooi                              | Plaats              | Periode             | Winnaar                                                                                     | Informatie |
| ------------------------------------- | ------------------- | ------------------- | ------------------------------------------------------------------------------------------- | --- |
| Leko tegen Adams                      | Miscolc (Hongarije) | 2 t/m 5 juni 2005   | gelijk                                                                                      | een rapidschaak match gespeeld door Péter Lékó en Michael Adams stand: 4 - 4 (partijen) |
| Vicente Bonil (29e)                   | Albox (Spanje)      | 4 t/m 5 juni 2005   | Alexis Cabrera                                                                              | Gewonnen met 7.5 uit 9. Rapidschaak toernooi met 147 deelnemers. Francisco Vallejo Pons eindigde met 7.5 punt op de tweede plaats terwijl Aleksej Drejev met 7 punten derde werd. |
| Cuidad de León (18e)                  | León                | 9 t/m 13 juni 2005  | Viswanathan Anand                                                                           | Halve finale: Aleksej Sjirov - Rustam Kasimdzjanov : 1 - 3, Viswanathan Anand - Magnus Carlsen : 3 - 1, finale: Viswanathan Anand - Rustan Kasimdzjanov : 2.5 - 1.5 (partijen) |
| Kampioenschap van Utrecht (32e)       | Utrecht             | 10 t/m 12 juni 2005 | Erwin l'Ami                                                                                 | Gewonnen met 5.5 punt uit 6 ronden. Op de tweede plaats eindigde de Bulgaar Ventzislav Inkiov eveneens met 5.5 punt zie weerstandspunten. De derde plaats werd gedeeld door de spelers Friso Nijboer, Sebastian Siebrecht en Arno Bezemer ieder met 5 punten. In deze groep waren 100 deelnemers        |
| Marx György Grootmeestertoernooi (3e) | Paks                | 12 t/m 22 juni 2005 | Zoltán Almási                                                                               | Gewonnen met 6.5 punt uit 10 ronden. Grootmeestertoernooi. Viktor Kortsjnoj eindigde met 6 punten op de tweede plaats terwijl Krishnan Sasikiran met 5.5 punt op de derde plaats eindigde. 4. Ferenc Berkes met 5 pnt - 5. Emil Sutovsky met 5 pnt - 6. Peter Acs met 3.5 punt. (partijen)              |
| Kampioenschap Rapidschaak             | Apeldoorn           | 18 juni 2005        | Er waren drie winnaars met 6 uit 7, nl Daniël Stellwagen, Artur Joesoepov em Manuel Bosboom | Toernooi om het kampioenschap rapidschaak met 61 deelnemers. |
| Pula 2005 (14e)                       | Pula (Kroatië)      | 18 juni 2005        | Suat Atalik                                                                                 | Gewonnen met 7.5 punt uit 9 ronden. Er volgden negen spelers met 7 punten. Na de tie-break werd Aloyzas Kveinys tweede en Borki Predojovic derde. Er waren ruim 200 deelnemers onder wie Joost Michielsen die er een meesternorm behaalde. Er nam een groep van twintig Noren aan deel.                 |
| 'Mens tegen Machine'                  | Londen              | 21 t/m 27 juni 2005 | schaakcomputer "Hydra"                                                                      | Michael Adams verloor van "Hydra". Er werden zes partijen gespeeld en Adams verloor met 0,5 tegen 5,5 (partijen) |
| Duelo de Generationes                 | León                | 23 t/m 26 juni 2005 | Andrej Volokitin                                                                            | Rapidschaakmatch tussen Andrej Volokitin en Jan Timman waarbij Timman met 2,5 punt tegen 1,5 punt verslagen werd. De match wordt ook wel het Duelo de Generationes genoemd: Andrei is 19 jaar en Jan 53.                                                                                                |
| Delta Open (5e)                       | Spijkenisse         | 25 juni 2005        | Daniël Fridman                                                                              | Er waren 234 deelnemers. Het toernooi werd met 6 uit 7 gewonnen door Fridman. De weerstandspunten beslisten Erik van den Doel met 5.5 naar de tweede plaats terwijl Manuel Bosboom met 5.5 punt derde werd. Harmen Jonkman en Alexandre Dgebuadze behaalden ieder 5 punten.                             |
| Open Rapidschaaktoernooi Echternach   | Echternach          | 25 en 26 juni 2005  | zeven winnaars                                                                              | Open rapidschaaktoernooi met zeven winnaars. Marcel Peek was een van hen en de zes anderen waren: de Zweed Slavko Cicak, de Tsjech Vlastimil Jansa, De Oekraïner Aleksandar Berelovitsj, de Duitser Georg Meier, de Oekraïner Leonid Milov en de Duitser Florian Handke ieder met 7.5 punt uit 9 ronden |